# Untouchable (Tupac Shakur)
Untouchable è un singolo postumo del rapper statunitense Tupac Shakur, pubblicato nel 2006 ed estratto dall'album Pac's Life. Il brano vede la partecipazione del gruppo Bone Thugs-n-Harmony ed è stato prodotto e remixato da Swizz Beatz.

## Tracce
1. Untouchable (Remix — Clean) — 3:54
2. Untouchable (Remix — Dirty) — 3:54